# Боњанко
Боњанко (итал. Bognanco) је насеље у Италији у округу Вербано-Кузио-Осола, региону Пијемонт.
Према процени из 2011. у насељу је живело 245 становника. Насеље се налази на надморској висини од 943 м.

## Становништво
| 1936. | 1951. | 1961. | 1971. | 1981. | 1991. | 2001. | 2011. |
| ----- | ----- | ----- | ----- | ----- | ----- | ----- | ----- |
| 962   | 855   | 745   | 553   | 483   | 370   | 319   | 230   |